# Andrew Lang

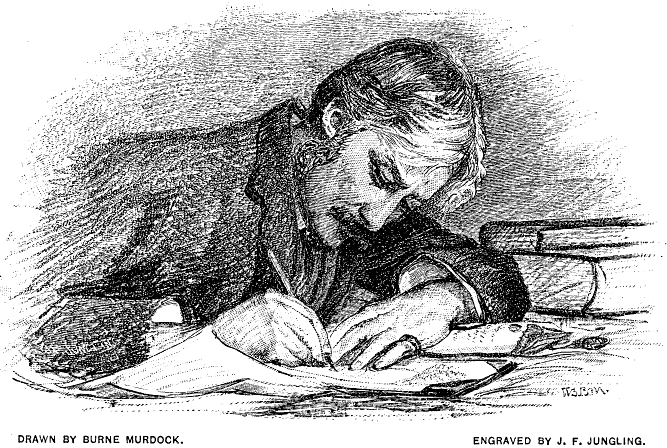
Grabado de Andrew Lang trabajando

Andrew Lang (Selkirk, Scottish Borders, 31 de marzo de 1844-Banchory, Aberdeenshire, 20 de julio de 1912) fue un escritor británico. Destacó como crítico, folclorista, biógrafo y traductor. 
Fue un personaje influyente de la literatura británica de finales del siglo XIX. Sin embargo, no produjo ningún cuento, poema o novela memorable. Hoy se le recuerda principalmente por sus compilaciones de cuentos de hadas del folclore británico (imitando lo que hicieron los hermanos Grimm en Alemania y Perrault en Francia).
Entre sus compilaciones de cuentos de hadas encontramos The Blue Fairy Book (El libro azul de las hadas), publicado en 1889 con ilustraciones de Henry J. Ford, The Red Fairy Book (El libro rojo de las hadas), The Green Fairy Book (El libro verde de las hadas) y The Yellow and Crimson Fairy Book (El libro amarillo y carmesí de las hadas). 
En este último volumen, publicado por Longmans en Londres 1906, aparece por primera vez el cuento El Anillo Mágico (El Anillo Mágico y Otras Historias), cuyo título daría origen a El Señor de los anillos de J. R. R. Tolkien
Sus traducciones en prosa de la Odisea y la Ilíada son todavía apreciadas por su tono melodioso y arcaizante. También tradujo los Himnos Homéricos y obras de Teócrito y Bión.
La obra de Lang fue poco original, pero destacó por su erudición y su prosa, la que Jorge Luis Borges describió como «encantadora, aunque nos sea del todo indiferente la materia que trata».